# Puccinia digitariae-velutinae
Puccinia digitariae-velutinae ist eine Ständerpilzart aus der Ordnung der Rostpilze (Pucciniales). Der Pilz ist ein Endoparasit des Fingerhirse Digitaria velutina. Symptome des Befalls durch die Art sind Rostflecken und Pusteln auf den Blattoberflächen der Wirtspflanzen. Sie ist im tropischen Afrika verbreitet.

## Merkmale

### Makroskopische Merkmale
Puccinia digitariae-velutinae ist mit bloßem Auge nur anhand der auf der Oberfläche des Wirtes hervortretenden Sporenlager zu erkennen. Sie wachsen in Nestern, die als gelbliche bis braune Flecken und Pusteln auf den Blattoberflächen erscheinen.

### Mikroskopische Merkmale
Das Myzel von Puccinia digitariae-velutinae wächst wie bei allen Puccinia-Arten interzellulär und bildet Saugfäden, die in das Speichergewebe des Wirtes wachsen. Aecien oder Spermogonien der Art sind nicht bekannt. Die Uredien des Pilzes wachsen unterseitig auf den Blattoberflächen der Wirtspflanze und sind gelblich braun. Ihre goldenen oder hell zimtbraunen Uredosporen sind oval bis eiförmig, 25–32 × 20–25 µm groß und fein stachelwarzig. Die schwarzbraunen Telien der Art sind früh unbedeckt und kompakt. Die tiefgoldenen bis haselnussbraunen Teliosporen sind zweizellig, in der Regel keulig bis langkeulig und 39–50 × 17–22 µm groß; ihre Stiele sind golden und bis zu 25 µm lang.

## Verbreitung
Das bekannte Verbreitungsgebiet von Puccinia digitariae-velutinae umfasst das tropische Afrika von der Elfenbeinküste bis nach Sambia.

## Ökologie
Die Wirtspflanze von Puccinia digitariae-velutinae ist die Fingerhirse Digitaria velutina. Der Pilz ernährt sich von den im Speichergewebe der Pflanzen vorhandenen Nährstoffen, seine Sporenlager brechen später durch die Blattoberfläche und setzen Sporen frei. Die Art verfügt über einen Entwicklungszyklus, von dem bislang lediglich Telien und Uredien sowie deren Wirt bekannt sind; Spermogonien und Aecien konnten dem Pilz nicht zugeordnet werden.